# 流感 (電影)
《流感》（韓語：감기）是一部2013年上映的韓國災難恐怖電影，主要講述一種由非法移民所帶來的致命流感在韓國盆唐區爆發，因感染者會死於36小時內而引發混亂，被封鎖於城市裏無法逃脫的人們，開始為生存而掙扎的故事。災難中，政府高層在圍堵擴散與病患人權之間角力，金仁海則不顧自身安危拚了命也要救出女兒。

## 劇情
2014年，人蛇集團安排一群來自東南亞的偷渡客躲在貨櫃中，從香港花了九天的時間將他們運送到韓國，在盆唐負責接應的吳炳基、吳炳佑兩兄弟打開貨櫃後驚見縱橫交疊的惡臭屍體，裡面只有一位來自菲律賓的倖存者孟塞，卻不小心讓他逃跑了。炳佑突然患了嚴重流感，咳嗽不止,因此傳染給了其他人，不久之後便引發了多重器官衰竭而身亡。此時流感病毒已經四處蔓延，大批和炳佑有相同症狀的民眾湧入醫院，患者人數迅速上升，開始陷入失控狀況。政府為了防止疫情擴散，於是頒布緊急封鎖令，盆唐瞬間成了一座死城，政府設立集中營收納當地民眾，強硬又不人道的處理方式，導致民眾不滿，政府高層為防堵病毒擴散出盆唐，下令軍隊進駐，武力干涉更激起民眾反抗意志，最後總統不忍韓國人民受難，才開始接納當地難民安排醫療援助。

## 演員陣容

### 主要演員
- 張赫：姜智久（台灣配音：吳文民）
- 秀愛：金仁海（台灣配音：馮嘉德）
- 朴敏荷：金美樂（台灣配音：曾允凡）

### 其他演員
- 柳海真：裴慶業
- 李熙俊：炳基（台灣配音：宋克軍）
- 金基賢：國務總理
- 李相燁：炳佑
- 朴孝珠：鄭老師
- 朴正民：哲橋
- 黃在源：在源
- 崔秉默：崔東次
- Boris Stout：Snyder
- 金文洙：梁博士
- 張慶業：尚明
- Andrew Willliam Brand：Beckman
- 崔炳謀（朝鲜语：최병모）：崔東治
- 咸珍成：急救隊員
- 盧基洪：感染中心負責人
- 李大光（朝鲜语：이대광）：防疫軍軍官
- 薛昌熙（朝鲜语：설창희）：急診室實習醫生
- 李英修（朝鲜语：이근후）：防疫線附近市民
- 崔益俊（朝鲜语：최영 (배우)）：野營中隊長
- 楊明憲（朝鲜语：양도현）：防疫線大尉
- 劉正浩（朝鲜语：유정호）：防疫線小隊長
- 趙輝俊（朝鲜语：조휘준）：燦宇
- 孫素英（朝鲜语：손소영）：防疫線附近市民
- 朴必英 - 國防部長官
- 南文哲（朝鲜语：남문철）：國防部長官感染判定官
- 禹璘（朝鲜语：김우린）：易買得促銷員
- Lester Avan Andrada：孟塞（Monssai）

### 特別出演
- 車仁杓：總統（台灣配音：宋克軍）
- 馬東石：全國煥（台灣配音：黃天佑）
- 裴章洙（朝鲜语：배장수）：執政黨議員
- 吳明錫：新聞主播
- 李正美：MBN新聞主播
- 咸亨健：新聞主播
- 吳秀賢：YTN新聞主播

## 外部連結
- 互联网电影数据库（IMDb）上《流感》的资料（英文）
- 韩国电影数据库（KMDb）上《流感》的資料
- 《流感》在HanCinema的页面（英文）（英文）
- 豆瓣电影上《流感》的資料 （简体中文）
- 《流感》SidusHQ官方網站 
- NAVER電影 （页面存档备份，存于）